# マクラーレン・MP4-12C
MP4-12C（エムピーフォートゥエルブシー）は、マクラーレン・オートモーティブが生産・販売していたスーパーカーである。

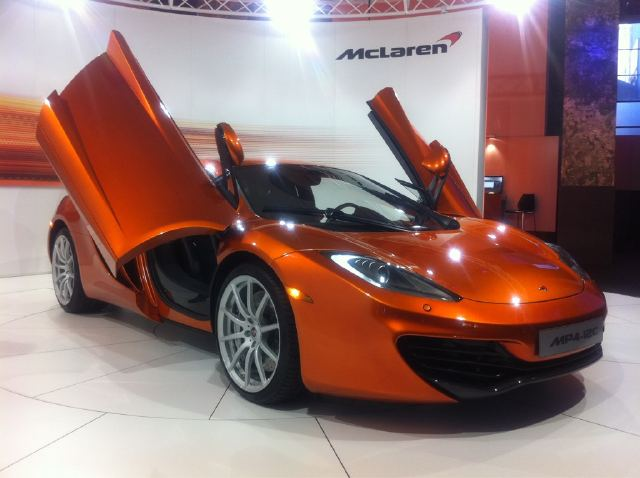
ドアを開けた状態

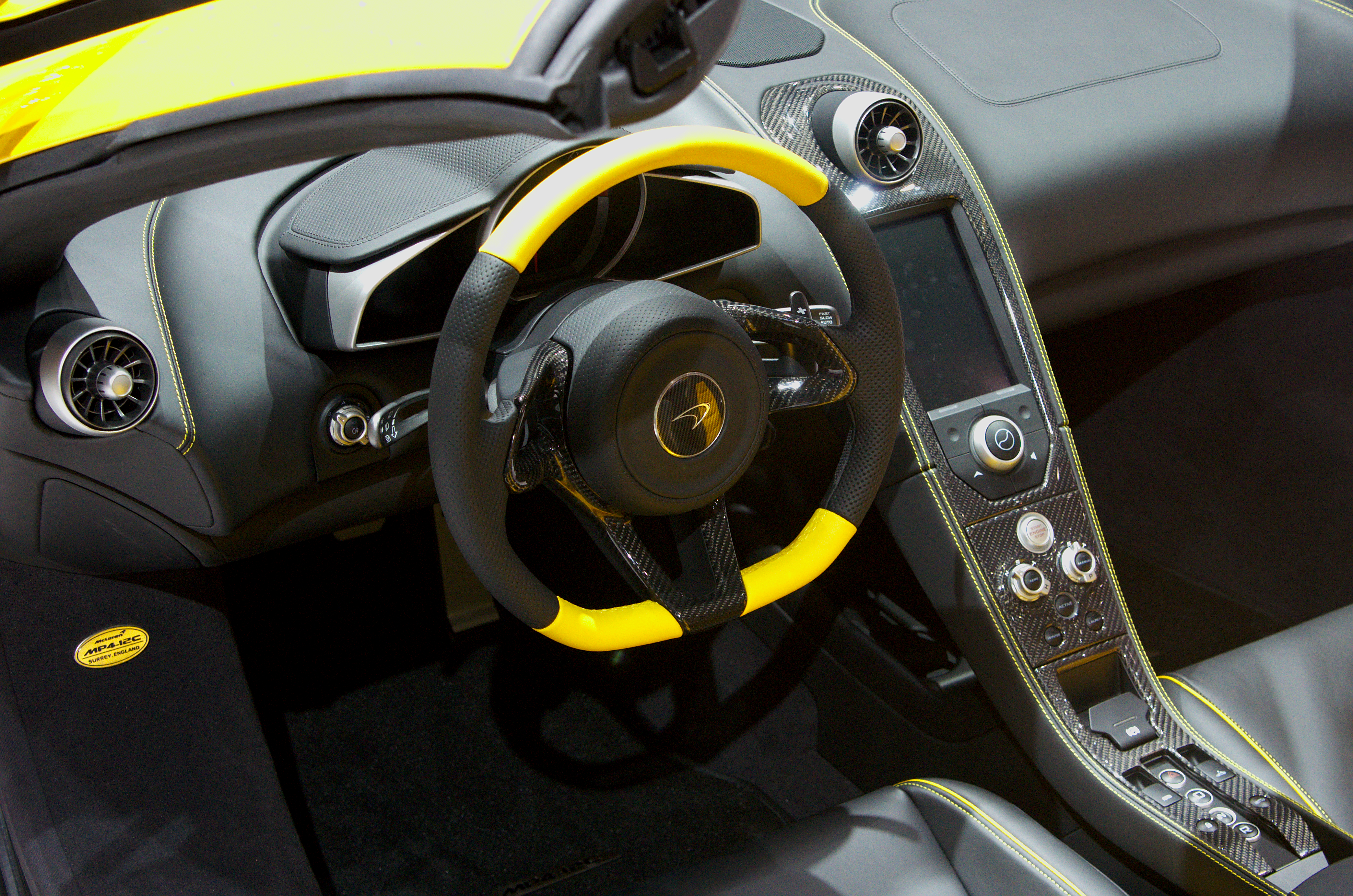
MP4-12Cスパイダーのコックピット

## 概要
フェラーリやマセラティなどでデザインを手がけてきたフランク・ステファンソンがデザインを担当した。
車名は、1981年以来マクラーレンのF1マシンで使用されている呼称「MP4」に加え、「V型12気筒エンジン並みの性能を備えた（12）、カーボンファイバー（Carbon fiber）を使用した車」という意味が込められている。正式発表前は開発コード「P11」と呼ばれた。後に発表される650SもP11シリーズである。ドアはサッシュレスのディヘドラルドアを採用している。

## メカニズム
ボディには、ワンピース構造のカーボンファイバーセルである「カーボンモノセル」が使用され、その単体重量は80kgと極めて軽量に仕上がっている。ワンピースのカーボンセルに、アルミニウムやプラスチック製のカバーを使用し、車両重量は約1.3 tである。このカーボンセルは、オートクレーブを使用したいわゆるドライカーボンではなく、生産性を考慮したレジントランスファーモールディング方式で製作することで、生産時間を1週間から40分に短縮した。
M838Tエンジンはリカルドとの共同開発によるものである。一部のサイトではベースとなったエンジンは日産・VRH35であるとの記述や、日産・VHエンジンの量産シリンダーブロックがベースであるとの記述があるが、前者は全くの間違いであり、後者も誤解がある。正しくは、VH型エンジンをレース用（VRH50AやVRH35A）に転用する際、構造を見直しレース専用に完全新設計されたシリンダーブロック部分がベースになっている。排気量3.8 L、バンク角90度、ボア93mm×ストローク69.9mmのV型8気筒ツインターボで、ドライサンプオイル潤滑システムやフラットプレーンクランクシャフトを採用し、ミッドシップに搭載される。特筆すべきは3.8 Lの排気量ながら、ツインターボの装備により最大出力は600PS、最大トルクは600N·m（61.2kgf·m）を発揮するダウンサイジング化に成功したことである。
当初はメルセデスAMG製の6.3 L 自然吸気 V型8気筒を使用するとアナウンスされていたが、メルセデス・ベンツとの提携が解消されたためキャンセルされた。その後、ポルシェ・カレラGTのV型10気筒を搭載したプロトタイプが製作されたが、これは開発着手が遅れていた自前のエンジンが完成するまで、同程度の出力と回転レンジを持つエンジンによってシャシーやトランスミッションの先行テストに供するためであった。ピークパワーは7,000回転で発生するが、レブリミットは8,500回転に設定されている。これにより、シフトアップ前後の駆動力の繋がりの良い高効率の加速能力が発揮できる。
環境にも配慮し、燃費は11km/Lと公称される。またマクラーレンによれば、同クラスのスーパーカーの中で最も二酸化炭素の排出量が少ないと発表している。
トランスミッションはグラツィアノ製の7速デュアルクラッチトランスミッションで、変速にはパドルシフトを使用する。「pre-cog」と呼ばれる機能により、一方のパドルシフトへ軽く触れると次がダウンシフトかアップシフトかを予測し、準備することで素早い変速を可能にする。マクラーレンではこれをSSG（シームレスシフトギアボックス）と呼称しているが、フォーミュラ1のシームレスシフトとの直接の技術的な繋がりはない。
サスペンションでは「プロアクティブシャシーコントロール」と呼ばれる、前後左右の各ダンパーを油圧で相互接続する技術が採用されている。アンチロールバーの代わりを務め、低速では柔らかく、高速では硬くすることで、ダイナミックなロール制御を可能とした。ダンパー用の油圧ポンプは軽量化のため、電動油圧式ステアリングと兼用となっている。このシステムを採用したことで、スポーツカーとしては極めて優れた乗り心地を実現している。
ブレーキでは1997年のマクラーレンのF1マシンであるMP4-12から発想を得た「ブレーキステア」が採用された。コーナリング時に自動でイン側のリアタイヤにブレーキをかけることで、アンダーステアを解消する。コーナー出口からの加速時にも作動しスピンを抑制する。類似の機能を持つアクティブ制御ディファレンシャルと比較し、軽量であるというメリットがある。
リア周りには、可変式ウイングスポイラーが装備され、ブレーキング時には持ちあがって空力ブレーキとして作動する。タイヤはピレリ製のフロント19インチ、リア20インチのものを装着する。
ドアノブはなく、手をかざすとセンサーが感知してロックを解除させる仕組みであったが、2013年モデルからは物理的なスイッチが装備された。
2013年モデルから12Cスパイダーが追加され、最高出力が600PSから625PSに引き上げられた。それに伴い、2012年モデルを購入したオーナーには625PSに引き上げるサービスを無償で行うと発表した。
2014年にMP4-12CとP1の間に位置する650Sが発表されたものの、MP4-12Cは引き続き販売されるとアナウンスされた。その後、同年4月4日に生産終了の決定が発表された。

## 性能
0-100km/h加速3.1秒、最高速度330km/hと発表される。ニュルブルクリンクでは非公式ながら7分28秒のラップタイムで周回した。

## 生産
2011年から年間約1,000台の生産を開始し、欧州、米国、中東などで販売された。日本国内では2012年より販売され、価格は2,790万円に設定された。

## MP4-12C GT3

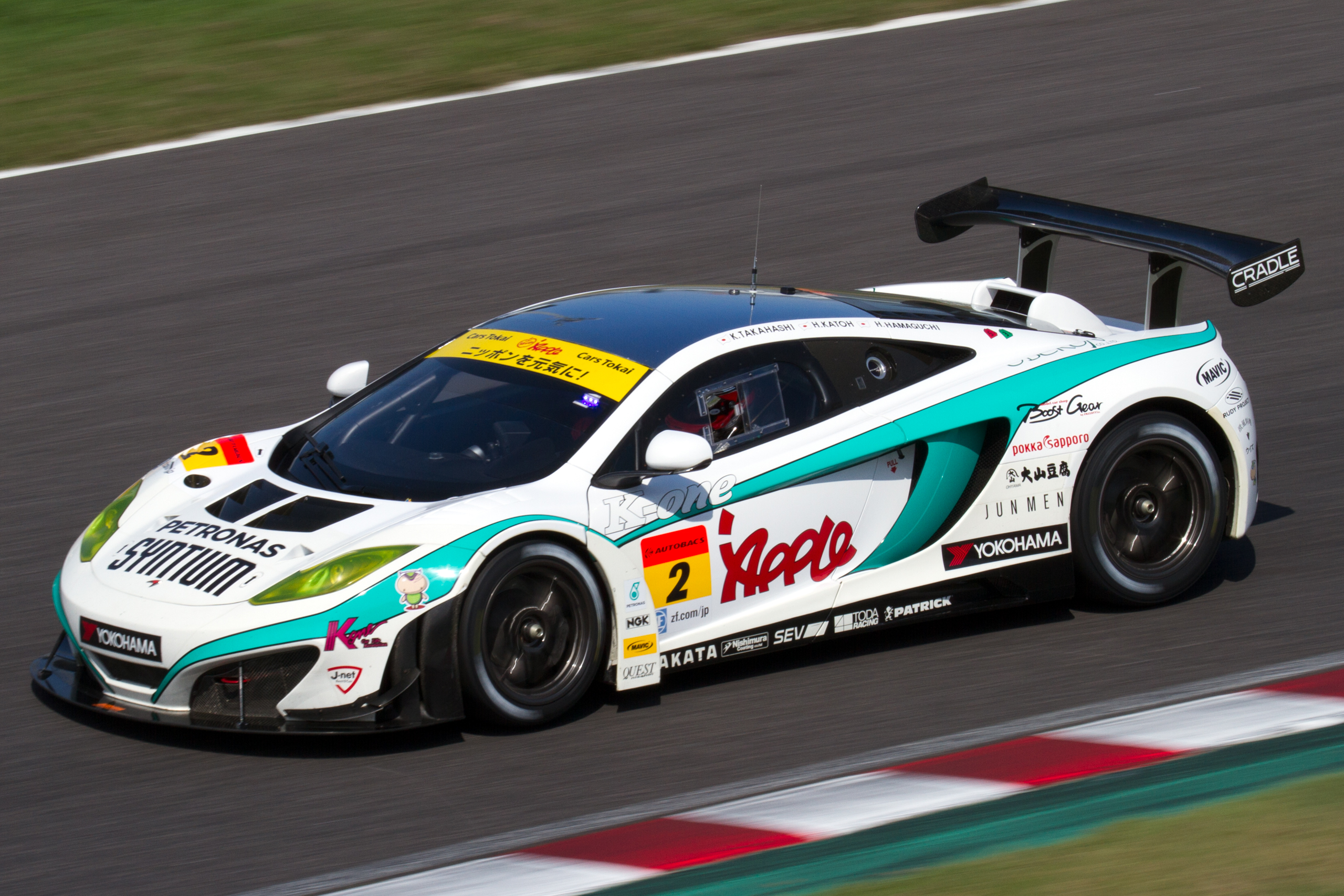
MP4-12C GT3

2011年5月4日、グループGT3規格のレーシングカーであるMP4-12C GT3を発表した。馬力は600PSから500PSに下げられ、カーボン製のリアウイング、リアディフューザーを装備し、全幅は86mm拡大され1,995mmとなっている。限定20台で2012年から販売され、同年のFIA GT1世界選手権に出場する。なおブレーキ系（キャリパー、パッド）は曙ブレーキ工業が独占供給する。
SUPER GTでは、GT300クラスにカーズ東海ドリーム28が2013年から参戦したものの、SUPER GTの環境に合わず2014年シーズン終了後にDIRECTION RACINGに売却され、2015年のSUPER GTにPACIFIC RACINGへ貸与して参戦した。

## MP4-12Cスパイダー

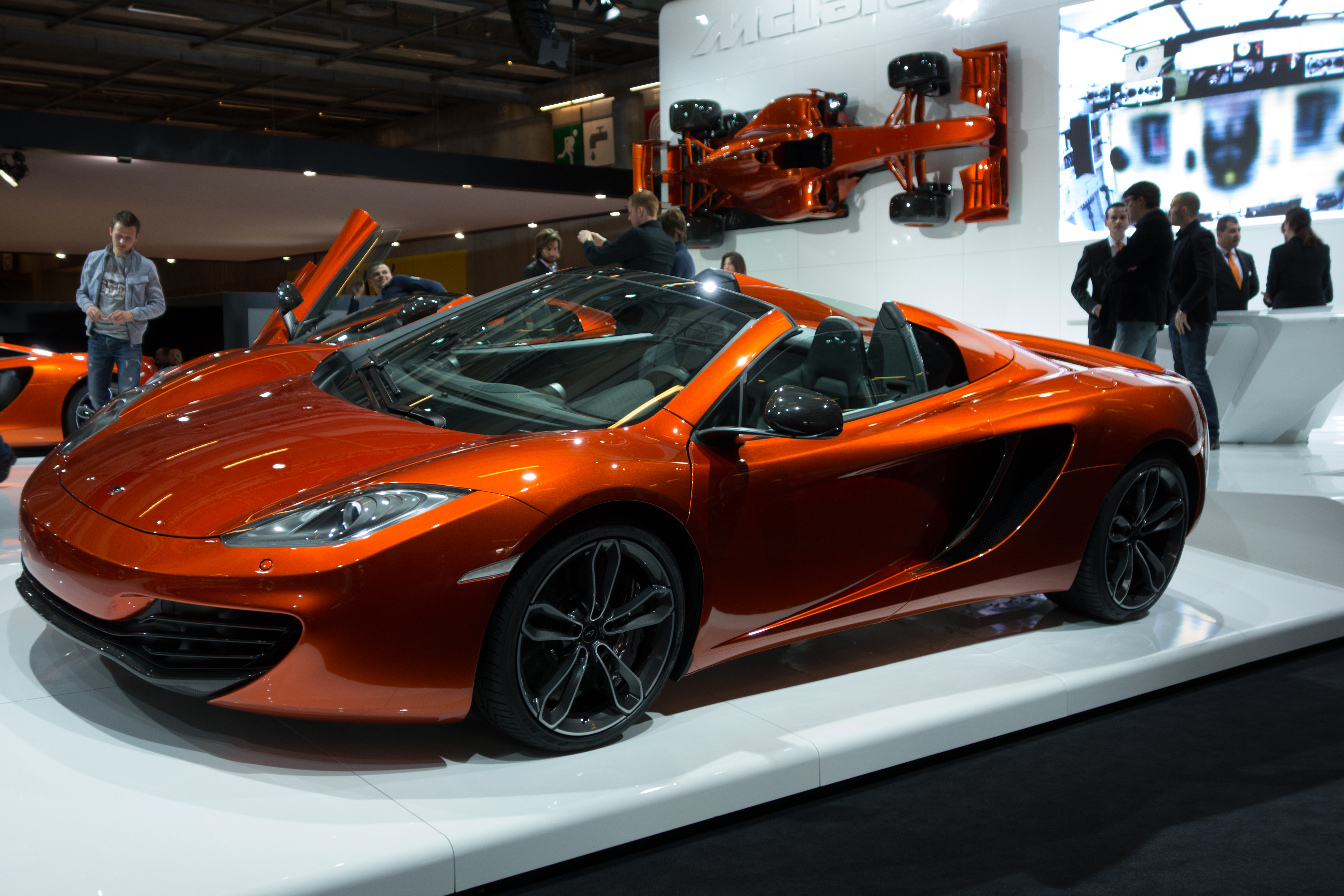
スパイダー

2012年7月3日にオープンモデルである、MP4-12Cスパイダーを発表した。日本では同年10月19日に発表された。ルーフは布製のソフトトップではなくハードトップが採用される。30km/h以下なら操作が可能である。クーペと比べ40kg増となる。